# Sallie W. Chisholm
Sallie Watson Chisholm, (chiamata Penny) (Marquette, 1947), è un'oceanografa statunitense presso il Massachusetts Institute of Technology. È un'esperta di ecologia ed evoluzione dei microbi oceanici. La sua ricerca si concentra in particolare sul fitoplancton marino più abbondante, il Prochlorococcus, che ha scoperto negli anni '80 con Rob Olson e altri collaboratori. Ha tenuto un discorso TED sulla loro scoperta e importanza chiamato "La piccola creatura che alimenta segretamente il pianeta".

## Biografia
Sallie Chisholm è nata a Marquette, nel Michigan, e si è diplomata alla Marquette Senior High School nel 1965. Ha frequentato lo Skidmore College e ha conseguito un dottorato di ricerca presso la SUNY Albany nel 1974. Dopo il dottorato, ha lavorato come ricercatrice post-dottorato presso la Scripps Institution of Oceanography dal 1974 al 1976.

## Carriera
Chisholm è stata membro della facoltà del Massachusetts Institute of Technology dal 1976 e scienziata ospite presso la Woods Hole Oceanographic Institution dal 1978. La sua ricerca si è concentrata sull'ecologia del fitoplancton marino.  I primi lavori di Chisholm si sono concentrati sui processi attraverso i quali tale plancton assorbe i nutrienti e sul modo in cui questo influenza il loro ciclo di vita su scale temporali diurne. Questo l'ha portata a iniziare a utilizzare la citometria a flusso, che può essere utilizzata per misurare le proprietà delle singole cellule.
L'applicazione della citometria a flusso a campioni ambientali portò Chisholm e i suoi collaboratori (in particolare Rob Olson e Heidi Sosik) alla scoperta che il piccolo plancton (in particolare Prochlorococcus e Synechococcus) rappresentava una parte molto più consistente della produttività marina di quanto fosse stato precedentemente realizzato. In precedenza, gli oceanografi biologici si erano concentrati sulle diatomee silicacee come il fitoplancton più importante, che rappresenta 10-20 gigatonnellate di assorbimento di carbonio ogni anno. Il lavoro di Chisholm ha dimostrato che una quantità ancora maggiore di carbonio è stata riciclata attraverso queste piccole alghe, che possono anche svolgere un ruolo importante nel ciclo globale dell'azoto.
Negli ultimi anni, Chisholm ha svolto un ruolo visibile nell'opporsi all'uso della fertilizzazione con ferro come soluzione tecnologica per il cambiamento climatico antropogenico.
Nel 1994, Chisholm è stata una delle 16 docenti donne della School of Science del MIT che hanno redatto e co-firmato una lettera all'allora Preside di Scienze (ora Cancelliere di Berkeley) Robert Birgeneau, che ha avviato una campagna per evidenziare e sfidare la discriminazione di genere al MIT.

## Premi e riconoscimenti
- Chisholm è membro della National Academy of Sciences (NAS) degli Stati Uniti dal 2003 e membro dell'American Academy of Arts and Sciences dal 1992.
- 2010 -  Medaglia Alexander Agassiz, per "gli studi pionieristici sugli organismi fotosintetici dominanti nel mare e per aver integrato i suoi risultati in una nuova comprensione dell'oceano globale".[7]
- 2012 - Ruth Patrick Award dall'Associazione per le Scienze della Limnologia e dell'Oceanografia.[4]
- 2013 - National Medal of Science dal presidente Barack Obama.[4]
- 2013 - Premio Ramon Margalef per l'Ecologia, "per essere una delle ricercatrici più produttive, carismatiche e attive nel campo della biologia e dell'ecologia marina".[8]
- 2018 -  Dottore in Scienze dall'Università di Harvard.[9]
- 2019 - Premio Crafoord in Bioscienze, "per la scoperta e gli studi pionieristici dell'organismo fotosintetizzante più abbondante sulla Terra, il Prochlorococcus".[10] Questo premio è equiparato al Premio Nobel (per il quale non esiste una categoria Bioscienze). Chisholm è stata premiata al Crafoord Prize Symposium in Biosciences[11] al quale sono intervenuti 6 scienziati di fama internazionale (in ordine di presentazione): Alexandra Worden (GEOMAR Helmholtz Centre for Ocean Research Kiel, Germania), Corina Brussaard (NIOZ Royal Netherlands Institute for Sea Research, Paesi Bassi), Ramunas Stepanauskas (Bigelow Laboratory for Ocean Sciences, USA), Rachel Foster (Università di Stoccolma, Svezia), Francis M. Martin (INRA Istituto Nazionale Francese per la Ricerca Agricola, Francia) e David Karl (Università delle Hawaii, Stati Uniti).

## Opere (selezione)
- (EN) Molly Bang e Penny Chisholm, Ocean Sunlight, Blue Sky Press (AZ), 2012, ISBN 978-0-545-27322-0.
- (EN) Sallie W. Chisholm, Microbes and Evolution (PDF), American Society of Microbiology, capitolo Unveiling Prochlorococcus, 1º gennaio 2012,  pp. 165-171, ISBN 978-1-55581-540-0.
- (EN) M. L. Coleman e S. W. Chisholm, 43, in Ecosystem-specific selection pressures revealed by comparative population genomics, PNAS, vol. 107, 2010.
- (EN) D. Lindell, J.D. Jaffe, M.L. Coleman, I.M. Axmann, T. Rector, G. Kettler, M.B. Sullivan, R. Steen, W.R. Hess, G.M. Church e S. W. Chisholm, 7158, in Genome-wide expression dynamics of a marine virus and host reveal features of coevolution, Nature, vol. 449, 2007,  pp. 83-86.
- (EN) Sallie W. Chisholm, Paul G. Falkowski e John J. Cullen, 5541, in Dis-Crediting Ocean Fertilization, Science, American Association for the Advancement of Science (AAAS), vol. 294, 12 ottobre 2001.
- (EN) S.W. Chisholm, R.J. Olson, E.R. Zettler, R. Goericke, J. Waterbury e N. Welschmeyer, 6180, in A novel free-living prochlorophyte abundant in the oceanic euphotic zone, Nature, vol. 334, 1988,  pp. 340-343.